# Гратон (Вирџинија)
Гратон (енгл. Gratton) насељено је место без административног статуса у америчкој савезној држави Вирџинија.

## Демографија
По попису из 2010. године број становника је 937.
| Група             | 2000.    | 2010.       |
| Белци             | 0 (0,0%) | 912 (97,3%) |
| Афроамериканци    | 0 (0,0%) | 11 (1,2%)   |
| Азијати           | 0 (0,0%) | 4 (0,4%)    |
| Хиспаноамериканци | 0 (0,0%) | 2 (0,2%)    |
| Укупно            | 0        | 937         |